# Eduardo Gambra Sanz
Eduardo Gambra Sanz (Madrid, 14 de diciembre de 1878 - íd., 5 de noviembre de 1964) fue un notable arquitecto cuyas obras más destacables son el Círculo de la Gran Peña a lo largo de la Gran Vía y la remodelación del Palacio del Marqués de Miraflores, marcada por el intento de volver a capturar el esplendor de la arquitectura histórica española.

## Biografía

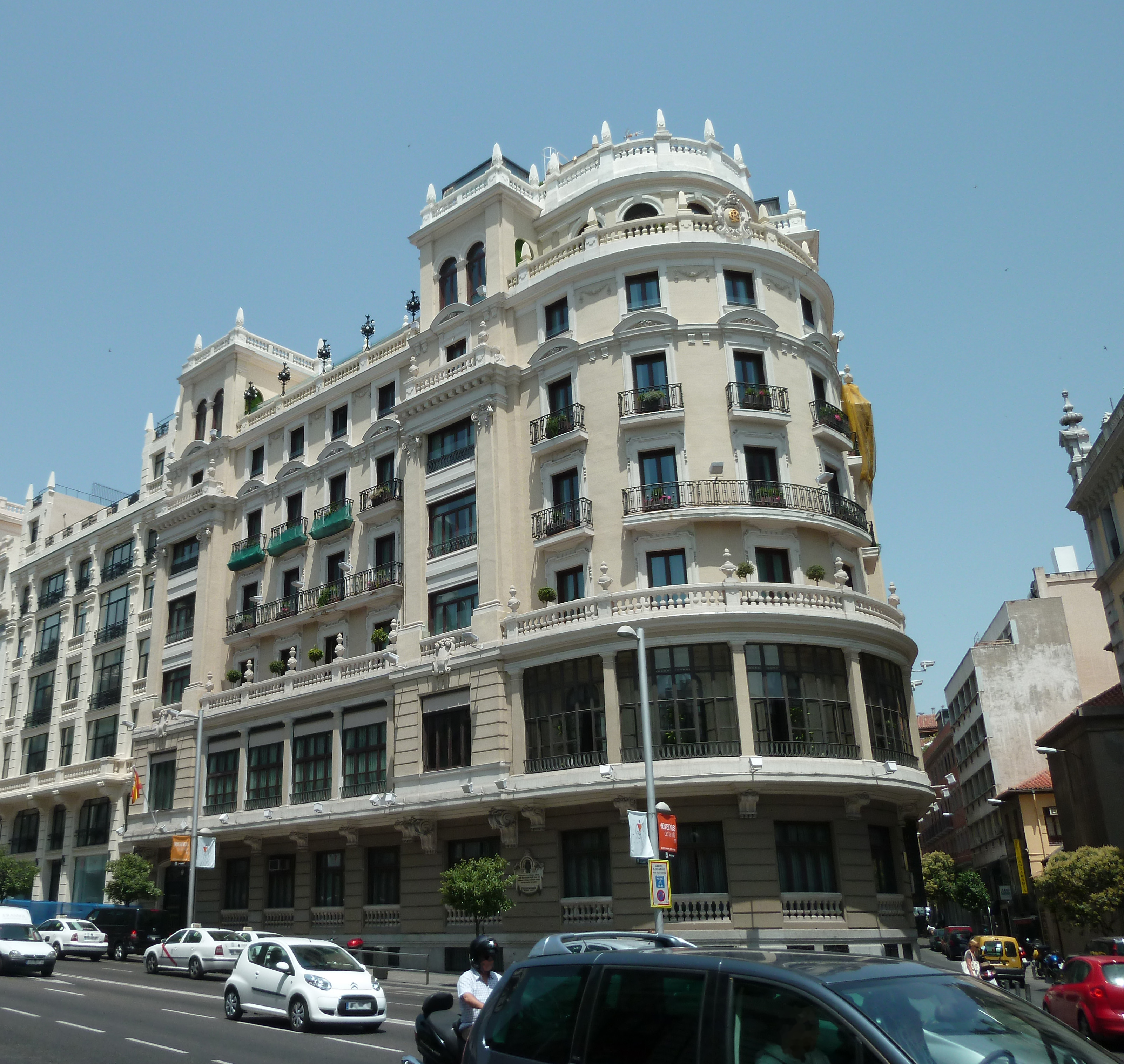
Edificio Gran Peña, Madrid

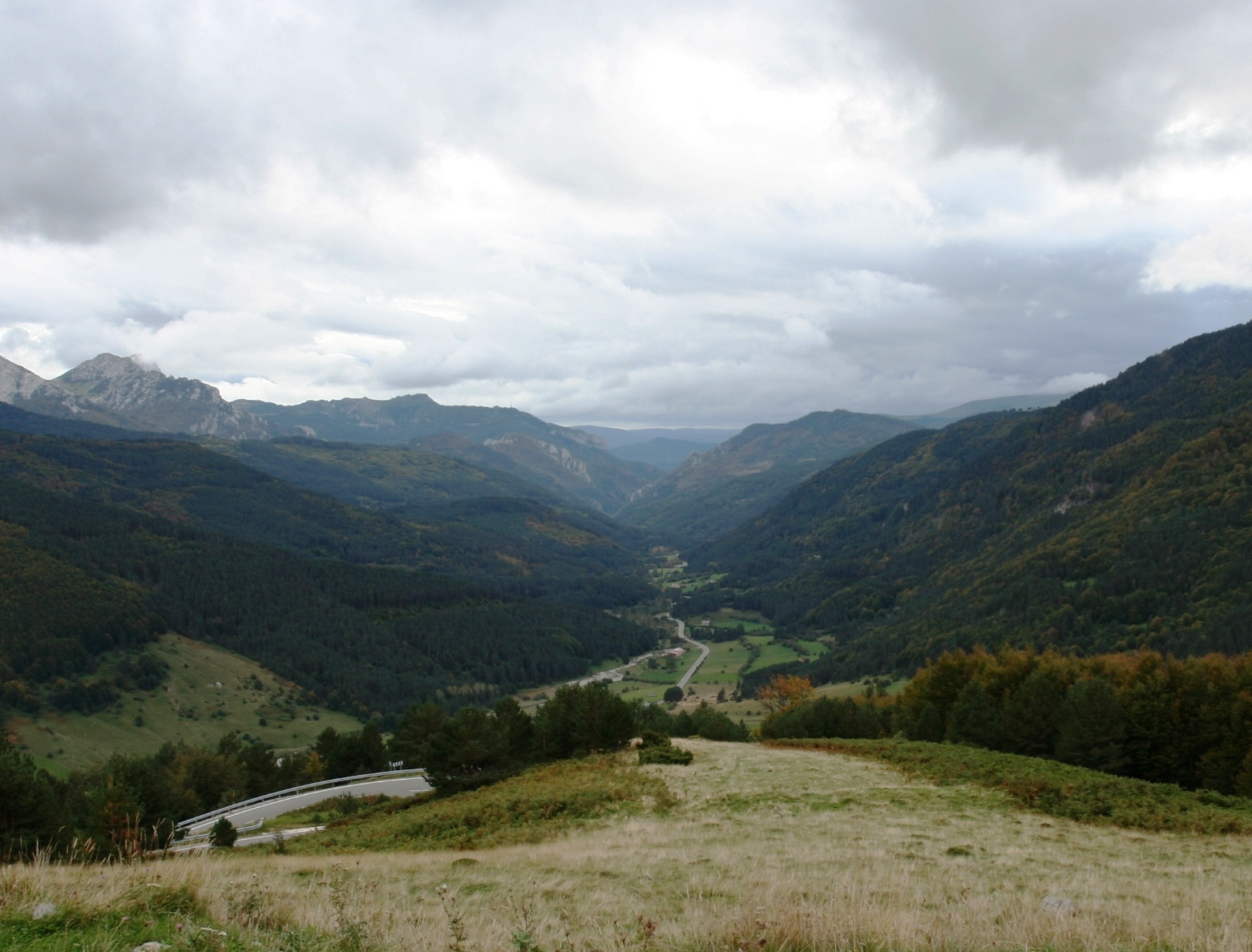
Valle del Roncal, vista desde la parte superior de Belagua.

Los antepasados paternos de Eduardo Gambra procedían del Valle del Roncal. Actualmente las casas solares de Gambra y la de Sanz son edificios emblemáticos de la zona. Los Gambra se destacaron en la guerra contra los franceses en 1809. El padre de Eduardo, Pedro Francisco Gambra Barrena, era natural de Roncal y alto funcionario de Hacienda, mientras que su madre, Josefa Sanz y Escartín, era natural de Elizondo, hermana del político conservador Eduardo Sanz y Escartín y prima del general carlista Cesáreo Sanz y Escartín.
En 1915 Eduardo Gambra se casó con Rafaela Ciudad Orioles, hija del Presidente del Tribunal Supremo José Ciudad Aurioles. El matrimonio tuvo un hijo, Rafael Gambra Ciudad, pensador tradicionalista y profesor.

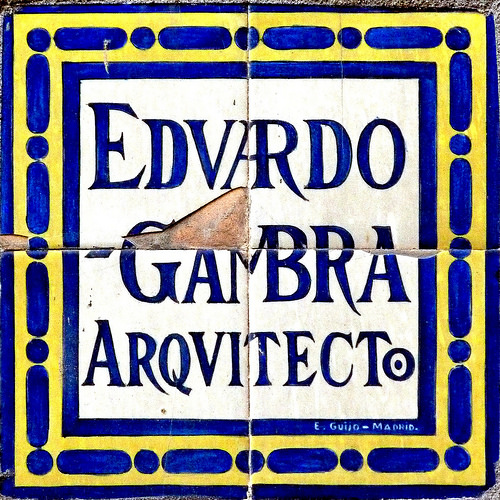
Azulejo con la inscripción de Eduardo Gambra Arquitecto en la Calle del General Oraá número 9

Eduardo Gambra fue uno de los representantes de la arquitectura española que surge tras el desastre colonial de 1898. Para esta escuela el regeneracionismo pasaba por recuperar aquellos elementos arquitectónicos que estuvieron presentes en los momentos más esplendorosos de la historia de España, tales como la época de los Reyes Católicos, la época de la hegemonía imperial, etc.
Eduardo Gambra Sanz participó en el diseño y construcción de su edificio más conocido en Madrid, para la Sociedad Gran Peña, en la Gran Vía, 2 (1914-1916); en el proyecto hizo referencia expresa a la utilización de elementos arquitectónicos de la España del Siglo de Oro. Se trata de uno de los primeros edificios construidos en la Gran Vía. Fue proyectado en 1914. La sede de la Sociedad Gran Peña ocuparía los sótanos, el ático, y las plantas baja y primera; mientras que el resto del edificio se destinaría a viviendas para alquiler. Las obras empezaron en 1915, prolongándose hasta el año siguiente. Desde el punto de vista arquitectónico, está construido sobre un solar en esquina, destacando en el exterior la fachada, que podríamos inscribirla dentro del barroco clasicista. 
Otra de sus actuaciones destacadas consistió en la reforma y ampliación del Palacio del Marqués de Miraflores sobre una puerta antigua 1920 en la Carrera de San Jerónimo. También destacan el edificio Omnia (hoy Crédit Agricole), en la Plaza de Colón, un edificio en la Calle del General Oraá n.º 9, donde residió Juan Ramón Del Valle Inclán y Marqués de Lozoya, y dos edificios gemelos en la Plaza de Jesús n.º 5 y 6.
En 1924 el pueblo soriano de Quintana Redonda le encargaría la construcción ex novo de su iglesia parroquial de Ntra. Sra. de la Asunción, arrasada la anterior por un incendio ocurrido en 1918. En la «Justificación del estilo adoptado» (1919), expone el artista:

[…] no hemos dudado en acudir, para la composición del edificio a los estilos clásicos cristianos y entre ellos, hemos desde luego preferido el denominado neo-románico, como más adecuado al caso presente […] dicho estilo románico cabe adecuadamente en una región donde se conservan interesantes ejemplares del mismo; procede construir en esta sencilla comarca con arreglo al románico tradicional.

Durante la guerra civil española su hijo Rafael Gambra se alistó al Requeté. Eduardo Gambra, que era funcionario del Catastro en Madrid, fue trasladado a Valencia por orden del gobierno. De allí recibió un nuevo traslado a Barcelona. Sin embargo, quedó cesante en octubre de 1937 por no haber cumplido esta segunda orden de traslado. En junio de 1938 un Tribunal Popular de la República en Barcelona inició un procedimiento contra Eduardo Gambra Sanz como «desafecto al Régimen» por haber sido encontrado un documento en el Control de Nóminas de la Dirección de Seguridad en el que figuraba su nombre junto a las siglas TYRE (un centro electoral constituido por los carlistas y el partido Renovación Española). Los Tribunales Populares de Madrid ordenaron entonces su búsqueda y detención, pero en septiembre se archivó su expediente, pues no lograron dar con su paradero.